# 북남원 나들목

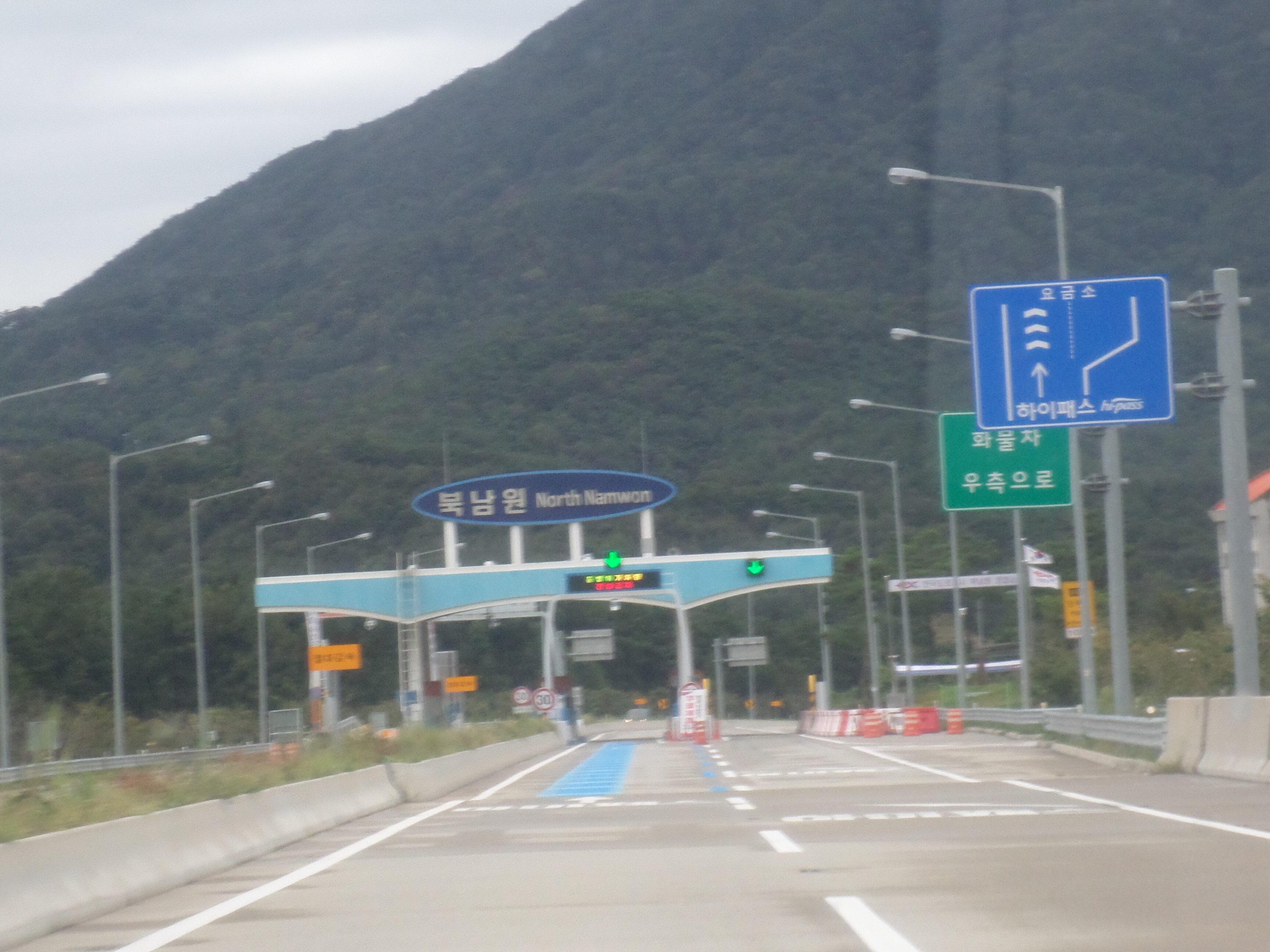
북남원 요금소

북남원 나들목(N.Namwon IC)은 전북특별자치도 남원시 대산면 운교리에 설치된 순천완주고속도로의 7번 교차로이다. 남원시내로 진출할 수 있으며, 인근에 전라선 남원역이 있다. 본래 계획에는 나들목이 없었다가 건설 도중 추가되어 함께 건설되었으며, 2011년 12월 22일에 개통되었다.

## 연혁
- 2009년 11월 30일 : 2010년까지 나들목 신설을 위해 남원시 도시계획시설 교통광장에 대산면 신계리, 운곡리 일원을 북남원 나들목으로 고시[1]
- 2011년 12월 22일 : 나들목 개통과 함께 영업 개시[2]
- 2020년 2월 17일 : 사매2터널에서 31중 추돌사고 발생으로 인해 순천완주고속도로 북남원 나들목 ~ 오수 나들목 구간 전면 통제
- 2020년 3월 24일 : 순천완주고속도로 북남원 나들목 ~ 오수 나들목 구간 보수공사 완료에 따라 통제 해제

## 구조물 정보
- 위치: 전북특별자치도 남원시 대산면 운교리
- 영업소: 전북특별자치도 남원시 대산면 순천완주고속도로 64

## 접속하는 도로
- 대사로 (남원시도 제11호선)
- 지방도 제745호선 (대곡신계길)
- 국도 제17호선 (향후 남원역 교차로까지 연결 예정)

## 교통량 정보
| 요금소          | 통행량 (대/일) | 통행량 (대/일) | 통행량 (대/일) | 통행량 (대/일) | 통행량 (대/일) | 통행량 (대/일) | 통행량 (대/일) | 통행량 (대/일) | 통행량 (대/일) | 통행량 (대/일) | 각주  |
| 요금소          | 2010년         | 2011년         | 2012년         | 2013년         | 2014년         | 2015년         | 2016년         | 2017년         | 2018년         | 2019년         | 각주  |
| --------------- | -------------- | -------------- | -------------- | -------------- | -------------- | -------------- | -------------- | -------------- | -------------- | -------------- | ----- |
| 북남원 (폐쇄식) | 미개통         | 62             | 392            | 436            | 462            | 480            | 657            | 954            | 990            | 1,089          | [ 3 ] |